# Ozric Tentacles
Ozric Tentacles (Tentáculos de Ozric), comúnmente conocida como los Ozrics, es una banda inglesa de rock instrumental,  cuya música incorpora elementos de una amplia gama de géneros, incluyendo rock psicodélico, rock progresivo, rock espacial, jazz fusión, música electrónica, dub, world music y ambient. Formada en 1984, la banda ha lanzado más de veinte álbumes, y ha vendido alrededor de un millón de álbumes alrededor del mundo, a pesar de nunca tener el apoyo de ninguna de las principales empresas discográficas.

## Historia
Los miembros de la formación inicial se conocieron el 21 de junio de 1984 en el Stonehenge Free Festival (Festival gratis en Stonehenge) y su nombre nació de una discusión sobre marcas hipotéticas de cereales (Malcolm Segments, Desmond Whisps, y Gordon Lumps estaban entre los nombres que fueron considerados). En la década de los años 1980 la banda se construyó una base de fanáticos en el circuito de los festivales, volviéndose asociados particularmente con el festival de Glastonbury, y lanzó una serie de casetes, que se vendían en las presentaciones o a través del club de fanáticos.
Su primer lanzamiento discográfico fue Pungent Effulgent en 1989, que también fue relanzado a principios de milenio, empacado con Strangeitude. Este fue seguido por Erpland (1990), un álbum dedicado a Erp, un personaje que aparecía en ilustraciones de muchos de sus álbumes. 1991 fue el año de lanzamiento de Strangeitude LP. La canción "Sploosh!" fue usada en una campaña publicitaria de la BMW y se convirtió en el único sencillo de la banda. Para 1993 la banda había ganado en total más de tres millones de dólares, y su álbum Jurassic Shift alcanzó el Top 10 de la tabla de álbumes del Reino Unido.
La banda ha atravesado grandes cambios de formación siendo Ed Wynne (guitarra, teclado) el único miembro constante desde principios de los 90. Muchos miembros se fueron para formar actos más orientados a la música electrónica, como Eat Static, Nodens Ictus, ZubZub y Moksha. Sin embargo, la banda mantuvo su identidad y continuó con su ruta prolífica de álbumes a través de los años 1990 y en el nuevo milenio. También han continuado en gira extensivamente, lanzando un DVD en vivo en el 2002.
La banda es famosa por sus presentaciones en vivo, especialmente cuando era liderada por Champignon, que bailaba alrededor de la tarima y tocaba una variedad de flautas, en las distintas presentaciones en vivo. Ozric Tentacles ha tenido muy en cuenta el contenido audiovisual en sus presentaciones en vivo, teniendo luces integradas y un equipo de proyecciones. En el 2006, la formación de la banda era: Ed Wynne (guitarra, teclado), Justin (bajo), la esposa de Ed, Brandi Wynne (teclado) y Oliver Seagle (percusión, batería). Egan partió la banda en el 2005.

### Música
Su música es una altamente psicodélica mezcla de bajos fuertes, efectos de sonido, un sonido de teclado bailable y trabajo de guitarra, con un sonido influenciado por Steve Hillage y Gong. Muchas de las canciones de los Ozrics tienen un compás inusual y/o un modo influenciado por Oriente. Además, ofrecen a menudo complejos arreglos que cambian el compás, la armadura de clave y el tempo en el transcurso de una pista. A veces, es deliberadamente confuso; de todas formas, también hay momentos de surcos influenciados directamente por el funk. 
Estas características están mezcladas con elementos electrónicos, incluyendo sintetizadores, sintetizadores pad, sintetizadores de bajo, efectos y pulsos de percusión programados, arpegiados influenciados por el psytrance y el techno. También tiene una gran influencia la música dub y la música ambiente, con muchas pistas relajadas que hacen balance con el resto de material intenso.
Los Ozrics también utilizan un gran rango de instrumentos en sus presentaciones. Guitarras eléctricas, guitarras acústicas, flautas, flautas de pico, xilófonos y hasta sonidos de voces humanas digitalmente modificadas aparecen.

## Discografía

### Casetes
- Tantric Obstacles (1985)
- Erpsongs (1985)
- There Is Nothing (1986)
- Live Ethereal Cereal (1986)
- Sliding Gliding Worlds (1988)
- The Bits Between the Bits (1989)

### Álbumes
- Pungent Effulgent (1989)
- Erpland (1990)
- Sploosh / Live Throbbe EP (1991)
- Strangeitude (1991)
- Live Underslunky (1992)
- Afterswish (1992)
- Ozric Tentacles (1993)
- Jurassic Shift (1993)
- Arborescence (1994)
- Vitamin Enhanced (1994) - CD con los 6 primeros casetes lanzados.
- Become The Other (1995)
- Curious Corn (1997)
- Spice Doubt (1998)
- Waterfall Cities (1999)
- Floating Seeds (1999)
- The Hidden Step (2000)
- Pyramidion (2000)
- Tantric Obstacles - Erpsongs re-release (2000)
- Swirly Termination (2002)
- Live at The Pongmasters Ball (2002) - DVD en vivo
- Eternal Wheel (The Best Of)
- Spirals in Hyperspace (2004)
- The Floor's Too Far Away (2006)
- Sunrise Festival (2008)
- Yum Yum Tree (2009)
- Paper Monkeys (2011)
- Technicians of the Sacred  (2015)
- Space for the Earth (2020)
- Lotus Unfolding (2023)

## Galería

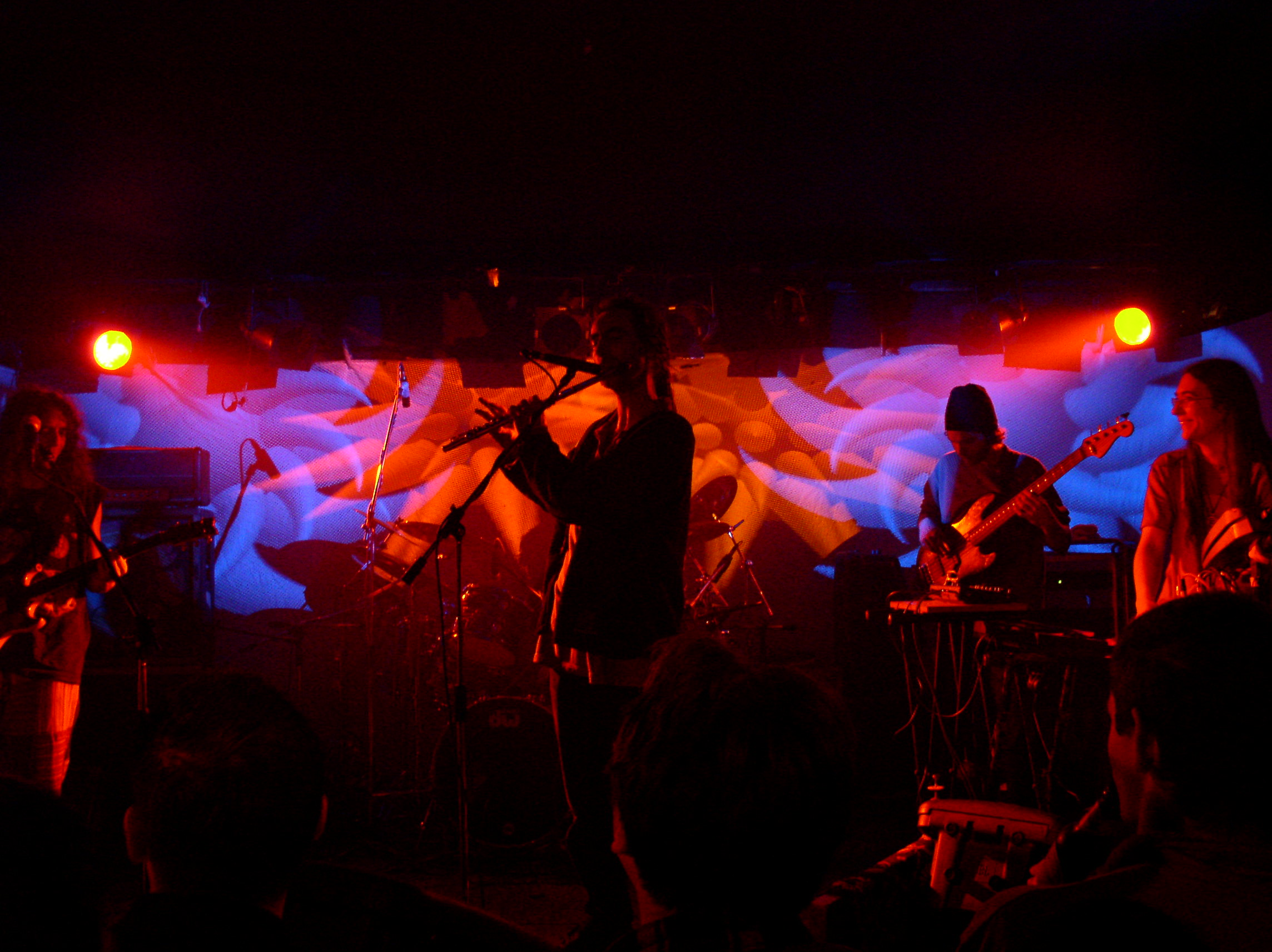
En Zagreb. 2004.
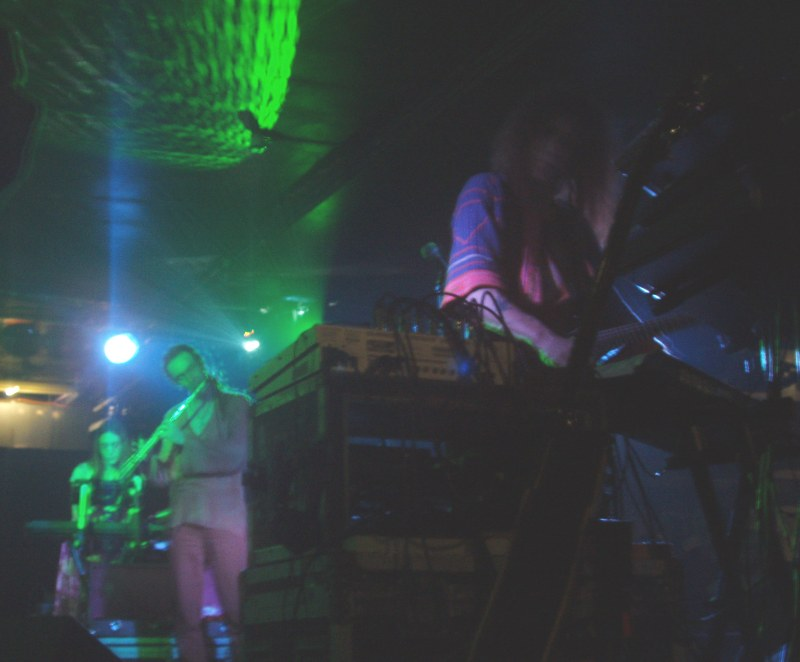
En la Universidad de New Castle. Iz.- der.: Brandi (tec.), Champignon (flauta), Ed (guitarra). 2005.
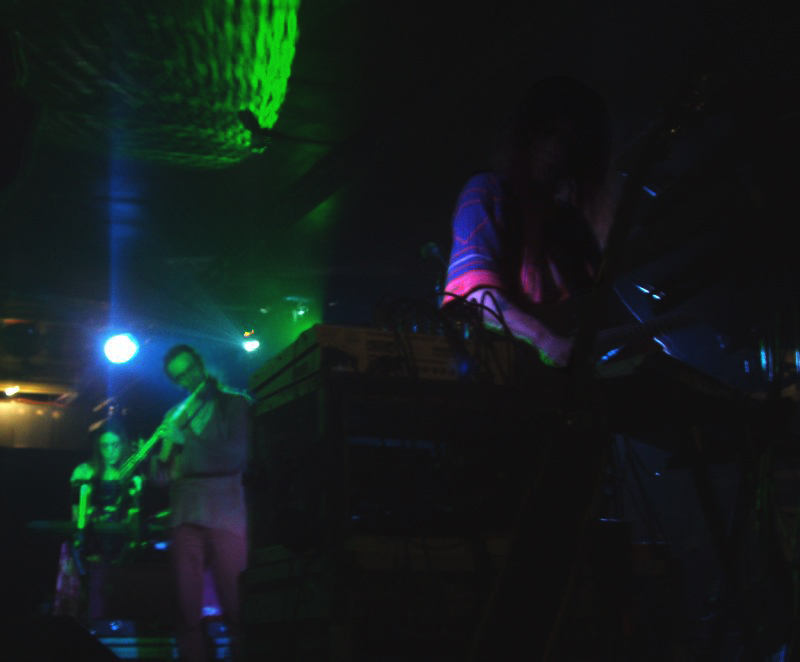

- Datos: Q1550383
- Multimedia: Ozric Tentacles / Q1550383